# Садон (посёлок)
Садо́н (осет. Садон) — посёлок (ранее с 1938 по 2005 г. считался посёлком городского типа) в Алагирском районе Республики Северная Осетия-Алания. Входит в состав Мизурского сельского поселения.

## География
Селение расположено по обоим берегам реки Садон, в юго-западной части Алагирского района. Находится в 3 км к северо-западу от Транскама, в 6 км к западу от центра сельского поселения Мизур, в 35 км к юго-западу от районного центра Алагир и в 72 км к юго-западу от Владикавказа.

## История
Посёлок был построен в первой половине XIX века, на месте разработок полиметаллических руд. В 1886 году Садонский рудник был сдан в аренду Бельгийскому промышленному и химическому обществу сроком на 60 лет.
В годы перестройки добыча руд здесь была приостановлена ввиду нехватки финансирования и истощения месторождения.
В 2002 году посёлок был практически уничтожен мощным селевым потоком. Жителям выплатили компенсации и отселили, однако позже часть из них вернулась в посёлок.
В 2004 году действующим тогда президентом РСО-А Александром Дзасоховым и генеральным директором «Уральской горно-металлургической компании» Андреем Козицыным подписано соглашение о возрождении Садонского горнорудного предприятия и включении его в состав ОАО «Электроцинк».
В 2013 году Садонское сельское поселение с административным центром в селе Садон было упразднено и передано в состав Мизурского сельского поселения.

## Население
| 1939 | 1959  | 1970  | 1979  | 1989  | 2002 | 2010 |
| ---- | ----- | ----- | ----- | ----- | ---- | ---- |
| 4097 | ↘3670 | ↘2423 | ↘1616 | ↘1264 | ↘741 | ↘87  |
| 2021 |       |       |       |       |      |      |
| ↗115 |       |       |       |       |      |      |

## Галерея

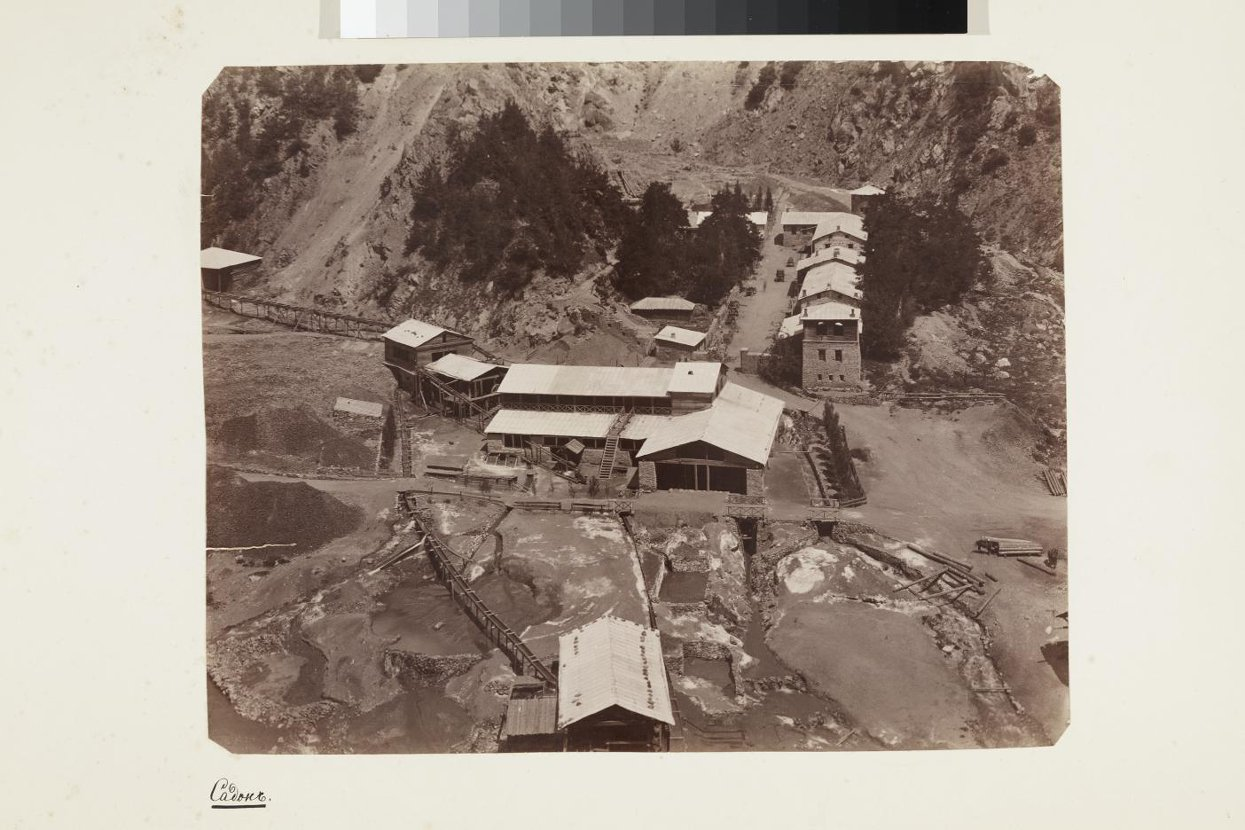
Иван Липовой. Садон (1890-е)

## Известные уроженцы
- Бекузарова Орзета Алихановна (1934–2007) — советская и российская актриса театра, режиссёр, педагог, народная артистка России и Северной Осетии.
- Белевцев Рудольф Яковлевич (1937–2022) — доктор геолого-минералогических наук, профессор, член-корреспондент АН УССР и НАНУ.
- Битаров Вячеслав Зелимханович (род. 1961) — российский государственный и политический деятель, предприниматель и общественный деятель.
- Леков Юрий Николаевич (1928–2008) — советский и российский режиссёр, заслуженный деятель искусств Украины и Северной Осетии, народный артист РСФСР.